# Bondoukou
Bondoukou är en ort i Elfenbenskusten. Den ligger i distriktet Zanzan, i den östra delen av landet, 300 km öster om huvudstaden Yamoussoukro.